# Heterocerus obsoletus
Heterocerus obsoletus là một loài bọ cánh cứng trong họ Heteroceridae. Loài này được Curtis miêu tả khoa học đầu tiên năm 1828.